# Indian Maiden and Fawn
Az Indian Maiden and Fawn Alexander Phimister Proctor szobra.
Az alkotás egy ruhátlan, hajpántot viselő indián nőt ábrázol, amint bal kezével ételt tart a tőle jobbra álló őznek.

## Másolatai
A szobornak több replikája is létezik. Az Iowa állambeli Jasper megyei Történelmi Múzeum sárgaréz replikáját Fonderia Bruno öntötte.
Az Oregoni Egyetemen, a Jordan Schnitzer Művészeti Múzeumban található, 190 centiméter magas bronzmásolatot 1962-ben a Washburne házaspár adományozta az intézménynek. Korábban szabadtéren volt, azonban 1980-ban vandálok felborították, és a keze letörött. Helyreállításának lehetősége kétséges.
A wyomingi Buffalo Bill Center of the Westben szintén egy bronzreplika van kiállítva.
2001-ben a brit Christie’s aukciósház egy 20 000–30 000 dollárra becsült replikát 19 975 dollárért értékesített.

## Fordítás
- Ez a szócikk részben vagy egészben  az   Indian Maiden and Fawn című angol Wikipédia-szócikk ezen változatának fordításán alapul.  Az eredeti cikk szerkesztőit annak laptörténete sorolja fel. Ez a jelzés csupán a megfogalmazás eredetét és a szerzői jogokat jelzi, nem szolgál a cikkben szereplő információk forrásmegjelöléseként.